# Erdőhorváti
Erdőhorváti é um município da Hungria, situado no condado de Borsod-Abaúj-Zemplén. Tem 50,11 km² de área e sua população em 2015 foi estimada em 618 habitantes.